# 43.ª edición de los Premios Óscar
La 43.ª edición de los Óscar premió a las mejores películas de 1970. Organizada por la Academia de Artes y Ciencias Cinematográficas, tuvo lugar en el Dorothy Chandler Pavilion de Los Ángeles  el 15 de abril de 1971.
En esta ceremonia, George C. Scott se convertiría en el primer actor en rechazar un Oscar, diciendo que los Premios de la Academia eran "un desfile de carne de dos horas, una exhibición pública con suspense artificial por razones económicas."
Por otro lado, la ganadora al Oscar a la mejor actriz secundaria, Helen Hayes se convertiría en la primera actriz en ganar los dos apartados de la interpretación (había ganado el de Mejor actriz 38 años antes por El pecado de Madelon Claudet). También ostenta el récord en el intervalo entre ellos.
El documental Woodstock obtendría tres nominaciones, siendo el documental más nominada de la historia de los Óscars.
También fue la primera ceremonia desde 1933 en que las cinco nominadas a la Mejor actriz eran primerizas.

## Ganadores y nominados
Indica el ganador dentro de cada categoría.
| Mejor película Presentado por: Steve McQueen Patton — Frank McCarthy, productor - Airport (Aeropuerto) — Ross Hunter, productor - Five Easy Pieces (Mi vida es mi vida) — Bob Rafelson y Richarz Wechsler, productores - Love Story — Howard G. Minsky, productor - M*A*S*H — Ingo Preminger, productor | Mejor dirección Presentado por: Janet Gaynor y Ryan O'Neal Franklin J. Schaffner — Patton - Arthur Hiller — Love Story - Robert Altman — M*A*S*H - Federico Fellini — Satiricón - Ken Russell — Women in Love (Mujeres enamoradas) |
| Mejor actor Presentado por: Goldie Hawn George C. Scott — Patton (rechazado) - Melvyn Douglas — I Never Sang for My Father (Nunca canté para mi padre) - James Earl Jones — The Great White Hope (La gran esperanza blanca) - Jack Nicholson — Five Easy Pieces (Mi vida es mi vida) - Ryan O'Neal — Love Story | Mejor actriz Presentado por: Walter Matthau Glenda Jackson — Women in Love (Mujeres enamoradas) - Jane Alexander — The Great White Hope (La gran esperanza blanca) - Carrie Snodgress — Diary of a Mad Housewife (Diario de una esposa desesperada) - Sarah Miles — Ryan's Daughter (La hija de Ryan) - Ali MacGraw — Love Story |
| Mejor actor de reparto Presentado por: Maggie Smith John Mills — Ryan's Daughter (La hija de Ryan) - Richard S. Castellano — Lovers and Other Strangers (Amantes y otros extraños) - Chief Dan George — Little Big Man (Pequeño gran hombre) - Gene Hackman — I Never Sang for My Father (Nunca canté para mi padre) - John Marley — Love Story | Mejor actriz de reparto Presentado por: Gig Young Helen Hayes — Airport (Aeropuerto) - Karen Black — Five Easy Pieces (Mi vida es mi vida) - Lee Grant — The Landlord (El casero) - Sally Kellerman — M*A*S*H - Maureen Stapleton — Airport (Aeropuerto) |
| Mejor argumento y guion basados en material no previamente publicado o producido Presentado por: Sarah Miles y George Segal Patton — Francis Ford Coppola y Edmund North - Joe (Joe, ciudadano americano) — Norman Wexler - Love Story — Erich Segal - Ma nuit chez Maud (Mi noche con Maud) — Éric Rohmer - Five Easy Pieces (Mi vida es mi vida) — Bob Rafelson y Adrien Joyce | Mejor guion basado en material de otro medio Presentado por: Harry Belafonte y Eva Marie Saint M*A*S*H — Ring Lardner Jr. - Lovers and Other Strangers (Amantes y otros extraños) — Renée Taylor, Joseph Bologna y David Zelag Goodman - Airport (Aeropuerto) — George Seaton - Women in Love (Mujeres enamoradas) — Larry Kramer - I Never Sang for My Father (Nunca canté para mi padre) — Robert Anderson |
| Mejor cortometraje Presentado por: Jim Brown y Sally Kellerman The Resurrection of Broncho Billy – John Longenecker - Shut Up...I'm Crying – Robert Siegler - Sticky My Fingers...Fleet My Feet – John D. Hancock | Mejor cortometraje animado Presentado por: Jim Brown y Sally Kellerman Is It Always Right to Be Right? – Nick Bosustow - The Further Adventures of Uncle Sam: Part Two – Robert Mitchell y Dale Case - The Shepherd – Cameron Guess |
| Mejor documental largo Presentado por: Richard Benjamin y Paula Prentiss Woodstock – Michael Wadleigh - Erinnerungen an die Zukunft – Harald Reinl - Jack Johnson – Jimmy Jacobs - King: A Filmed Record... Montgomery to Memphis – Ely Landau - Say Goodbye – David H. Vowell | Mejor documental corto Presentado por: Richard Benjamin y Paula Prentiss Interviews with My Lai Veterans – Joseph Strick - The Gifts - Robert McBride - A Long Way from Nowhere - Bob Aller - Oisin - Vivien Carey y Patrick Carey - Time Is Running Out - Horst Dallmayr y Robert Ménégoz |
| Mejor película de habla no inglesa Presentado por: Ricardo Montalbán y Jeanne Moreau Indagine su un cittadino al di sopra di ogni sospetto (Investigación sobre un ciudadano libre de toda sospecha), de Elio Petri ( Italia) - Hoa-Binh (Hoa Binh, paz en Vietnam), de Raoul Coutard (Francia) - Paix sur les champs, de Jacques Boigelot (Bélgica) - Erste Liebe (Primer amor), de Maximilian Schell (Suiza) - Tristana, de Luis Buñuel (España) | Mejor montaje Presentado por: Geneviève Bujold y James Earl Jones Patton — Hugh Flower - Airport (Aeropuerto) — Stuart Gilmore - M*A*S*H — Danford Greene - Tora! Tora! Tora! — James Newcomb, Pembroke Herring y Inoue Chikaya - Woodstock — Thelma Schoonmaker |
| Mejor banda sonora original Presentado por: Joan Blondell y Glen Campbell Love Story — Francis Lai - Airport (Aeropuerto) — Alfred Newman - Cromwell — Frank Cordell - Patton — Jerry Goldsmith - I Girasoli (Los girasoles) — Henry Mancini | Mejor banda sonora coreada original Presentado por: Joan Blondell y Glen Campbell Let It Be — The Beatles - The Baby Maker (Un bebé para mi esposa) — Fred Karlin y Tylwyth Kymry - A Boy Named Charlie Brown (Un niño llamado Charlie Brown) — Rod McKuen, John Scott Trotter, Bill Meléndez, Al Shean y Vince Guaraldi - Darling Lili — Henry Mancini y Johnny Mercer - Scrooge (Muchas gracias, señor Scrooge) — Leslie Bricusse, Ian Fraser y Herbert W. Spencer                                                                             |
| Mejor canción original Presentado por: Burt Bacharach y Angie Dickinson «For All We Know» de Lovers and Other Strangers (Amantes y otros extraños); compuesta por Fred Karlin, Robb Royer y James Griffin - «Pieces of Dreams» de Pieces of Dreams; compuesta por Michel Legrand, Alan Bergman y Marilyn Bergman - «Thank You Very Much» de Scrooge (Muchas gracias, señor Scrooge); compuesta por Leslie Bricusse - «Till Love Touches Your Life» de Madron; compuesta por Riz Ortolani y Arthur Hamilton - «Whistling Away the Dark» de Darling Lili; compuesta por Henry Mancini y Johnny Mercer | Mejor sonido Presentado por: Shirley Jones y John Marley Patton — Douglas Williams y Don Bassman - Airport (Aeropuerto) — Ronald Pierce y David Moriarty - Ryan's Daughter (La hija de Ryan) — Gordon McCallum y John Bramall - Tora! Tora! Tora! — Murray Spivack y Herman Lewis - Woodstock — Dan Wallin y Larry Johnson |
| Mejor fotografía Presentado por: Geneviève Bujold y James Earl Jones Ryan's Daughter (La hija de Ryan) — Freddie Young - Airport (Aeropuerto) — Ernest Lazslo - Women in Love (Mujeres enamoradas) — Billy Williams - Patton — Fred Koenekamp - Tora! Tora! Tora! — Charles Wheeler, Osami Furuya, Sinsaku Himeda y Masamichi Satoh | Mejor dirección de arte Presentado por: Petula Clark Patton — Urie McCleary, Gil Parrondo, Antonio Mateos y Pierre Louis Thevenet - Airport (Aeropuerto) — Alexander Golitzen, E. Preston Ames, Jack D. Moore y Mickey S. Michaels - Scrooge (Muchas gracias, señor Scrooge) — Terry Marsh, Bob Cartwright y Pamela Cornell - Tora! Tora! Tora! — Jack Martin Smith, Yoshiro Muraki, Richard Day, Taizoh Kawashima, Walter Scott, Norman Rockett y Carl Biddiscombe - The Molly Maguires (Odio en las entrañas) — Tambi Larsen y Darrell Silvera |
| Mejor diseño de vestuario Presentado por: Merle Oberon Cromwell — Vittorio Nino Novarese - Darling Lili — Donald Brooks y Jack Bear - The Hawaiians (Los indomables) — Bill Thomas - Scrooge (Muchas gracias, señor Scrooge) — Margaret Furse - Airport (Aeropuerto) — Edith Head | Mejores efectos visuales Presentado por: Lola Falana y Juliet Prowse Tora! Tora! Tora! — A.D. Flowers y L.B. Abbott - Patton — Alex Weldon |

### Óscar honorífico
- Lillian Gish, por su superlativa contribución al cine.
- Orson Welles, por su calidad y versatilidad en la realización cinematográfica.

#### Premio Humanitario Jean Hersholt
- Frank Sinatra

## Premios y nominaciones múltiples
| Película                                               | Nominaciones | Premios |
| ------------------------------------------------------ | ------------ | ------- |
| Patton                                                 | 10           | 7       |
| Ryan's Daughter (La hija de Ryan)                      | 4            | 2       |
| Airport (Aeropuerto)                                   | 10           | 1       |
| Love Story                                             | 7            | 1       |
| M*A*S*H                                                | 5            | 1       |
| Tora! Tora! Tora!                                      | 5            | 1       |
| Women in Love (Mujeres enamoradas)                     | 4            | 1       |
| Lovers and Other Strangers (Amantes y otros extraños)  | 3            | 1       |
| Woodstock                                              | 3            | 1       |
| Cromwell                                               | 2            | 1       |
| Five Easy Pieces (Mi vida es mi vida)                  | 4            | 0       |
| Scrooge (Muchas gracias, señor Scrooge)                | 4            | 0       |
| Darling Lili                                           | 3            | 0       |
| I Never Sang for My Father (Nunca canté para mi padre) | 3            | 0       |
| The Great White Hope (La gran esperanza blanca)        | 2            | 0       |